# Eric Clapton (musikalbum)
Eric Clapton är Eric Claptons självbetitlade albumdebut som soloartist, utgivet 1970. Det spelades in efter en avklarad turné med Delaney & Bonnie och flera av musikerna på albumet tillhörde bandet under denna. Majoriteten av låtarna är också skrivna av Clapton tillsammans med Delaney Bramlett. Albumet är mest känt för låten "After Midnight", som blev Claptons första singelhit.
Albumet nådde 13:e plats på albumlistan i USA och 17:e plats i Storbritannien.

## Låtlista
1. "Slunky" (Delaney Bramlett, Eric Clapton) - 3:34
2. "Bad Boy" (Delaney Bramlett, Eric Clapton) - 3:34
3. "Lonesome and a Long Way from Home" (Delaney Bramlett, Leon Russell) - 3:29
4. "After Midnight" (J. J. Cale) - 2:51
5. "Easy Now" (Eric Clapton) - 2:57
6. "Blues Power" (Eric Clapton, Leon Russell) - 3:09
7. "Bottle of Red Wine" (Delaney Bramlett, Eric Clapton) - 3:06
8. "Lovin' You Lovin' Me" (Delaney Bramlett, Eric Clapton) - 3:19
9. "Told You for the Last Time" (Delaney Bramlett, Eric Clapton) - 2:30
10. "Don't Know Why" (Delaney Bramlett, Eric Clapton) - 3:10
11. "Let It Rain" (Delaney Bramlett, Eric Clapton) - 5:02

## Medverkande
- Eric Clapton - gitarr, sång
- J.I. Allison - sång
- Bonnie Bramlett - sång
- Delaney Bramlett - gitarr, sång
- Rita Coolidge - sång
- Sonny Curtis - sång
- Jim Gordon - trummor
- Bobby Keys - saxofon
- Jim Price - trumpet
- Carl Radle - bas
- Leon Russell - piano
- John Simon - piano
- Stephen Stills - sång
- Bobby Whitlock - orgel, sång